# Ruggero IV di Foix
Ruggero IV di Foix, in occitano Rogièr IV de Fois e in francese Roger IV de Foix (1220 circa – 24 febbraio 1265), fu dal 1230 Visconte di Castelbon e Signore di Andorra e dal 1241 conte di Foix, fino alla sua morte.

## Origine

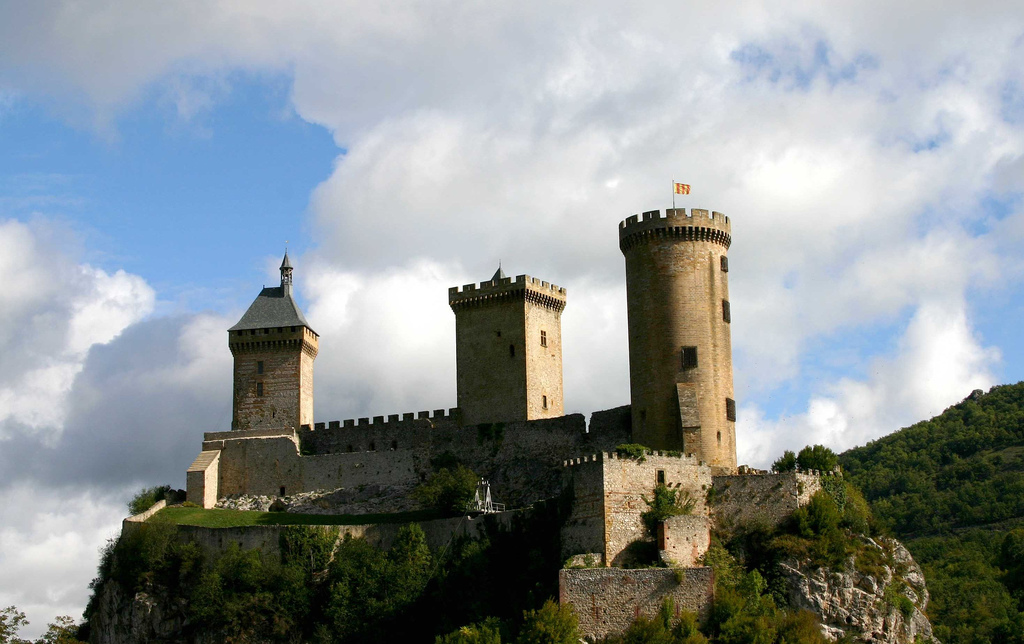
Il castello di Foix

Ruggero era l'unico figlio maschio del conte di Foix, Ruggero Bernardo II di Foix (come risulta dal documento n° CLXIX, del 1231 della Histoire générale de Languedoc, Notes, tomus V) e della di lui consorte Ermesinda di Castelbon (come risulta dal testamento di Ermesinda, datato 28 dicembre 1229), che era figlia di Arnaldo visconte di Castelbon e della di lui moglie Arnalda di Caboet, come risulta dal documento n 31 delle Relations politiques des comtes de Foix avec la Catalogne jusqu'aucommencement du XIVe siècle.
Ruggero Bernardo II, come risulta dal testamento del padre del 1222 della Histoire Générale de Languedoc, Tome V, era l'unico figlio maschio legittimo del conte di Foix, Raimondo Ruggero (1152 – 1223) e della moglie Filippa (come ci conferma la Chroniques romanes des comtes de Foix), che, secondo la Histoire des comtes de Foix, discendeva dalla nobile famiglia catalana dei Moncada.

## Biografia
Nel 1226, alla morte del nonno materno, Arnaldo, sua madre, Ermesinda divenne viscontessa di Castelbon, e alla morte della madre, nel 1230 circa, Ruggero divenne visconte di Castelbon e signore di Andorra, sotto la reggenza del padre, Ruggero Bernardo II, come aveva disposto Ermesinda nel proprio testamento; suo padre non rinunciò alla politica espansionista dei suoi predecessori, con il fine di ampliare nuovamente la sua contea nella zona meridionale dei Pirenei. Nella lite sulla sovranità della valle di Caboet, Ruggero Bernardo finì con impelagarsi in un conflitto pluriennale contro il potente vescovo di Urgell, che condusse, nel lungo termine, alla creazione del principato di Andorra.
Suo padre, Ruggero Bernardo II morì il 26 maggio 1241, in pace con la Chiesa cattolica, la quale nel 1240 lo riaccolse, assolvendolo a Durfort, dopo averlo scomunicato, per la seconda volta, nel 1239; per Guillaume de Puylaurens, la morte avvenne, il 4 maggio. La sua salma fu inumata nell'Abbazia di Boulbonne.
Ruggero gli succedette nella contea di Foix, come ci viene confermato dal documento n° 2921 delle Layettes du trésor des chartes, datato 1241, in cui viene citato come conte di Foix e visconte di Castelbon.

Ruggero IV era vassallo sia del conte di Tolosa, per la contea di Foix (come si evince dal succitato documento n° 2921, in cui Ruggero conferma l'impegno di governare la città di Saverdun, per conto del conte di Tolosa, Raimondo VII) e vassallo diretto del re di Francia, allora Luigi IX (detto il Santo), per i suoi possedimenti di Carcassonne.
Egli però fu riluttante nel seguire la politica del padre aderendo alla rivolta del conte di Tolosa Raimondo VII, alla quale parteciparono anche i conti di Comminges, Bigorre, Armagnac e Rodez con l'appoggio del re inglese Enrico III e la simpatia dei re di Castiglia, di Aragona e di Navarra, contro la supremazia del re di Francia. Secondo Pierre de Guibours, detto Père Anselme de Sainte-Marie o più brevemente Père Anselme, all'inizio del 1242, Ruggero era ancora alleato al re d'Inghilterra, Enrico III, e al conte di Tolosa, Raimondo VII, ma nel corso di quello stesso anno si schierò dalla parte di Luigi IX. Ruggero non diede appoggio alcuno al re d'Inghilterra quando attaccò questi la Francia e venne sconfitto il 21 luglio 1242 a Taillebourg. Quindi, nell'ottobre del 1242, scoppiò il conflitto con il conte di Tolosa, che il 30 novembre 1241, a causa della sconfitta a Querzy, aveva rinunciato alla rivolta e si era sottomesso al re. Raimondo VII occupò così Saverdun, ignorando l'omaggio precedentemente rivolto dai Foix alla corona di Francia. La guerra fra i due conti continuò fino a gennaio del 1243, quando il re, cui il conte Ruggero si era rivolto, vi pose fine d'autorità, con la pace di Lorris. Il conte di Foix divenne definitivamente vassallo diretto della corona e l'11 dicembre 1243 il conte di Tolosa rese a Ruggero la città di Saverdun. Raimondo di Tolosa impiegò il resto della sua vita (fino al 1249) tentando di recuperare l'omaggio di vassallo da Ruggero di Foix ma senza successo alcuno.
In quel periodo, Ruggero
Ruggero poté così assicurarsi una posizione più forte nella regione dei Pirenei, dove poté mantenere la sua signoria sulla vicecontea di Castelbon, pur avendo contrasti col re d'Aragona, Giacomo I, il conte di Comminges, che fece prigioniero nel 1247 e col conte di Urgell, Alvaro de Cabrera (questo conflitto lo risolse col il matrimonio di sua sorella, Cecilia con Alvaro de Cabrera, matrimonio confermato dalla Ex gestis comitum Barcinonensium; mentre il conflitto relativo alla sovranità sulla valle di Andorra lo ebbe con il vescovo di Urgell, non riuscendolo a risolvere definitivamente Dal 1249, anno della morte de conte Raimondo VII di Tolosa, la città di Saverdun, per la quale lo zio Lupo di Foix era suo vassallo, rimase definitivamente sotto la sua signoria.
Nel 1255 Ruggero sostenne militarmente il conte di Bigorre quando questi fu attaccato dal visconte Gastone VII di Béarn; successivamente il conte di Bigorre sposò per questo una figlia di Ruggero.
Nel 1258 Ruggero vide uno sviluppo della sua contea quando il suo zio (di acquisto) Bernardo d'Ailon si volse contro il re d'Aragona Giacomo I. Questi fu sconfitto da Giacomo a Perpignano che, a causa del seguito che vi avevano gli eretici albigesi, fu data alle fiamme. Dopo di che il possesso del Pays d'Ailon fu consegnato dagli aragonesi a Ruggero.
Nel 1245 egli concesse a molti servi la libertà, vietando di fatto la servitù nella sua contea.
Ruggero stesso era noto, contrariamente ai suoi predecessori, come strenuo persecutore dei càtari e combatté accanto all'Inquisizione certi ricchi nobili che avevano aderito all'eresia, potendone così confiscare i beni.
Infine firmò numerosi atti di eredità alla pari con le abbazie di Mas-d'Azil (1246), Boulbonne (1253) e Combelongue (1255). Nel 1251 fondò la città di Mazères, ove stabilì la residenza dei Foix. Fece inoltre costruire, nel medesimo anno, la cappella dell'Abbazia di Boulbonne, ove fece inumare i resti dei suoi antenati e dove verrà alla sua morte inumata la sua salma.
Ruggero aveva fatto testamento nel 1263 e morì nel 1265, e gli succedette il figlio Ruggero Bernardo, come Ruggero Bernardo III, sotto tutela della madre.

## Matrimonio e successioni
Il conte Ruggero IV di Foix, come ci conferma la Chroniques romanes des comtes de Foix aveva sposato Brunisenda di Cardona, figlia di Ramon Folch, visconte di Cardona, e di Inés, dama di Tarroja de Segarra, come risulta dal contratto di matrimonio, datato 1231, che prevedeva oltre il suo matrimonio anche quello di sua sorella, Esclarmonde con il fratello di Brunisenda, Raimondo Folco, erede della viscontea di Cardona.
Ruggero dalla moglie Brunisenda ebbe sei figli:
- Ruggero Bernardo († 3 marzo 1303), suo successore come conte di Foix e visconte di Castelbon[14]
- Pietro († dopo il 1249), citato in un documento del 1249[9]
- Sibilla († prima del 1289), andata sposa al visconte Aimerico IV di Narbona[9] († 1298),
- Esclarmonde (†dopo il 22 novembre 1299), sposatasi nel 1275 con Giacomo II re di Maiorca (†1311), conte del Rossiglione e Cerdange, signore di Montpellier[9]
- Agnese o Inès († dopo il 1256), andata sposa nel 1256 a Eschivat IV de Chabanais, conte di Bigorre[9] (†1283),
- Filippa († dopo il 1304), andata sposa nel 1262 ad Arnaldo I di Comminges, visconte di Couserans[9].

Secondo Pierre de Guibours, detto Père Anselme de Sainte-Marie o più brevemente Père Anselme, da un'amante di cui non si conoscono né il nome né gli ascendenti, Ruggero ebbe una figlia illegittima:
Marchesa, citata nel testamento dal padre, che la lasciava erede di una proprietà.

## Ascendenza
|                             |   |                      | Genitori             |  |  | Nonni |  |  | Bisnonni                   |  |  | Trisnonni           |  |
|                             |   |                      |                      |  |  |       |  |  | Ruggero Bernardo I di Foix |  |  | Ruggero III di Foix |  |
|                             |   |                      |                      |  |  |       |  |  | Ruggero Bernardo I di Foix |  |  | Ruggero III di Foix |  |
|                             |   | Jimena di Barcellona |                      |  |  |       |  |  | Ruggero Bernardo I di Foix |  |  |                     |  |
| Raimondo Ruggero di Foix    |   |                      |                      |  |  |       |  |  | Ruggero Bernardo I di Foix |  |  |                     |  |
|                             |   | Cecilia Trencavel    | Raimondo I Trencavel |  |  |       |  |  |                            |  |  |                     |  |
|                             |   | Cecilia Trencavel    | Raimondo I Trencavel |  |  |       |  |  |                            |  |  |                     |  |
|                             |   | Cecilia Trencavel    | Adelaide             |  |  |       |  |  |                            |  |  |                     |  |
| Ruggero Bernardo II di Foix |   | Cecilia Trencavel    |                      |  |  |       |  |  |                            |  |  |                     |  |
|                             |   | …                    | …                    |  |  |       |  |  |                            |  |  |                     |  |
|                             |   | …                    | …                    |  |  |       |  |  |                            |  |  |                     |  |
|                             |   | …                    | …                    |  |  |       |  |  |                            |  |  |                     |  |
| Filippa di Moncada          |   | …                    |                      |  |  |       |  |  |                            |  |  |                     |  |
|                             |   | …                    | …                    |  |  |       |  |  |                            |  |  |                     |  |
|                             |   | …                    | …                    |  |  |       |  |  |                            |  |  |                     |  |
|                             |   | …                    | …                    |  |  |       |  |  |                            |  |  |                     |  |
| Ruggero IV di Foix          |   | …                    |                      |  |  |       |  |  |                            |  |  |                     |  |
|                             | … | …                    |                      |  |  |       |  |  |                            |  |  |                     |  |
|                             | … | …                    |                      |  |  |       |  |  |                            |  |  |                     |  |
|                             | … | …                    |                      |  |  |       |  |  |                            |  |  |                     |  |
| Arnaldo di Castelbon        | … |                      |                      |  |  |       |  |  |                            |  |  |                     |  |
|                             |   | …                    | …                    |  |  |       |  |  |                            |  |  |                     |  |
|                             |   | …                    | …                    |  |  |       |  |  |                            |  |  |                     |  |
|                             |   | …                    | …                    |  |  |       |  |  |                            |  |  |                     |  |
| Ermesinda di Castelbon      |   | …                    |                      |  |  |       |  |  |                            |  |  |                     |  |
|                             |   | …                    | …                    |  |  |       |  |  |                            |  |  |                     |  |
|                             |   | …                    | …                    |  |  |       |  |  |                            |  |  |                     |  |
|                             |   | …                    | …                    |  |  |       |  |  |                            |  |  |                     |  |
| Arnalda di Caboet           |   | …                    |                      |  |  |       |  |  |                            |  |  |                     |  |
|                             |   | …                    | …                    |  |  |       |  |  |                            |  |  |                     |  |
|                             |   | …                    | …                    |  |  |       |  |  |                            |  |  |                     |  |
|                             |   | …                    | …                    |  |  |       |  |  |                            |  |  |                     |  |
|                             |   | …                    |                      |  |  |       |  |  |                            |  |  |                     |  |

### Fonti primarie
- (LA)  Histoire Générale de Languedoc, Tome IV, Notess.
- (LA)  Histoire Générale de Languedoc, Tome V, Notess.
- (LA)  Histoire Générale de Languedoc, Preuves, Tome V.
- (LA)  Relations politiques des comtes de Foix avec la Catalogne jusqu'aucommencement du XIVe siècle.
- (LA)  Rerum Gallicarum et Francicarum Scriptores, tomus XIX Archiviato il 27 ottobre 2018 in Internet Archive..
- (LA)  Layettes du trésor des chartes : de l'année 1224 à l'année 1246.
- (LA)  Histoire généalogique et chronologique de la maison royale de France, tous III.
- (OC, FR)  Chroniques romanes des comtes de Foix.

### Letteratura storiografica
- (FR)  Chronique de maître Guillaume de Puylaurens sur la guerre des Albigeois.
- Domus und Religion in Montaillou, Matthias Benad; 1990, in tedesco